# Kazimierz Kardaszewicz

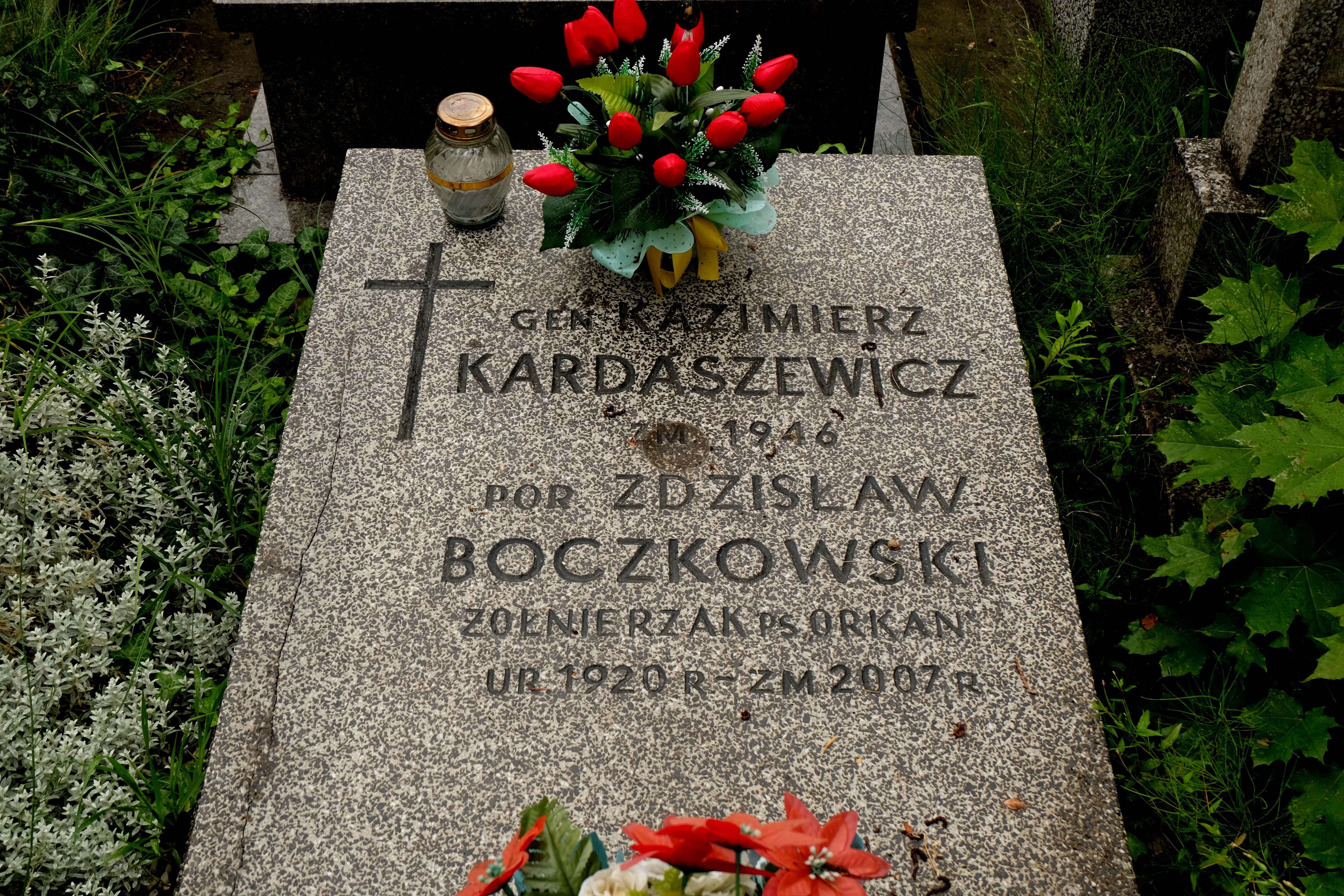
Grób gen. Kazimierza Kardaszewicza na cmentarzu parafialnym w Pruszkowie

Kazimierz Kardaszewicz (ur. 31 stycznia 1855 w Ostrogu na Wołyniu, zm. 21 kwietnia 1945 w Pruszkowie) – generał brygady Wojska Polskiego, działacz niepodległościowy, lekarz medycyny.

## Życiorys
Urodził się 31 stycznia 1855 roku w Ostrogu na Wołyniu, w rodzinie Stanisława i Kamilli z Dębskich. W 1865 rozpoczął naukę w klasie pierwszej progimnazjum w Ostrogu. W 1870, po ukończeniu klasy czwartej, przeniósł się do gimnazjum klasycznego w Żytomierzu. Tam w czerwcu 1874 zdał egzamin maturalny. W czerwcu 1879 roku ukończył studia na Wydziale Lekarskim Uniwersytetu Moskiewskiego i uzyskał tytuł doktora nauk medycznych. Równocześnie z medycyną studiował języki nowożytne (angielski i włoski). Od drugiego roku pobytu w Moskwie otrzymywał stypendium rządowe, w kwocie 300 rubli miesiecznie, za które po ukończeniu studiów zobowiązany był „przesłużyć w ciągu lat sześciu na posadach cywilnych lub wojskowych”.
W sierpniu 1879 został mianowany młodszym lekarzem 47 Ukraińskiego Pułku Piechoty, który stacjonował w Kamieńcu Podolskim. W latach 1884–1886 studiował higienę w Imperatorskiej Wojskowej Akademii Medycznej w Petersburgu. Po ukończeniu studiów wrócił do macierzystego pułku, który stacjonował w Winnicy. W styczniu 1891 został przeniesiony w tym samym garnizonie na stanowisko lekarza trzech parków artylerii. W lipcu 1895 został mianowany starszym lekarzem 1 Konnego Pułku Kozaków Zabajkalskich w Nikolsku Ussuryjskim. W 1904 roku został mianowany radcą stanu.
Od 2 stycznia 1907 roku przez kolejnych dziesięć lat był naczelnym lekarzem szpitala wojskowego w Benderach, w ówczesnej guberni besarabskiej. W kwietniu 1917 roku został naczelnym lekarzem Korpusu Komunikacji Wojennych w Odessie. Był członkiem Związku Wojskowych Polaków, a od lutego do kwietnia 1918 roku szefem sanitarnym Polskich Oddziałów Wojskowych Okręgu Odeskiego. 4 maja 1918 roku został wyznaczony na stanowisko naczelnego lekarza 1 lazaretu 3 Dywizji Strzelców Polskich. W lipcu 1918 roku, po rozwiązaniu I Korpusu Polskiego, został przetransportowany do Warszawy.
21 sierpnia 1919 roku został przyjęty do Rezerwy Wojska Polskiego z byłej armii rosyjskiej w randze generała podporucznika lekarza. Szef sekcji opieki w Departamencie Sanitarnym Ministerstwa Spraw Wojskowych w Warszawie. Z dniem 31 stycznia 1924 roku został przeniesiony z rezerwy w stan spoczynku z prawem noszenia munduru. Na emeryturze mieszkał w Warszawie. Zweryfikowany w stopniu generała brygady ze starszeństwem z dniem 1 czerwca 1919 roku w korpusie generałów stanu spoczynku. Od 1925, początkowo społecznie, a w latach 1929–1938 etatowo, pracował w Bibliotece Publicznej miasta stołecznego Warszawy, gdzie zorganizował i kierował działem starodruków; organizował też dział rękopisów. Wysiedlony w 1940 roku przez Niemców osiadł w Pruszkowie, tam zmarł i został pochowany.
W 1884 roku Kazimierz Kardaszewicz zawarł związek małżeński ze „znana mu od dzieciństwa” Rozalią Zaorską (ur. 21 kwietnia 1858 w Żytomierzu), z którą miał troje dzieci: 
- Kazimierza Stanisława (ur. 3 grudnia 1895), pułkownika piechoty Wojska Polskiego,
- Jerzego Stanisława (ur. 13 marca 1897, zm. 1953) inżyniera, kapitana Wojska Polskiego[24],
- Stanisława (1889–1940), majora broni pancernych Wojska Polskiego.

## Ordery i odznaczenia
- Krzyż Walecznych – 1922 za działalność w Naczpolu[25][26][27]
- Medal Niepodległości – 25 stycznia 1933 „za pracę w dziele odzyskania niepodległości”[28][3][29]
- Krzyż Wielki papieskiego Orderu Zakonu Świętego Jerzego[c] – 9 listopada 1934[31]

## Twórczość
Ogłosił kilka prac z historii i bibliografii medycyny oraz oddzielnie:
- Kilka wspomnień z przeszłości. Poznań: R. E. Matuszewski, 1929.